# Джурджулешти
Джурджуле́шти (рум. Giurgiuleşti) — село в Кагульському районі Молдови, утворює окрему комуну.
У селі діє пункт контролю на кордоні з Україною Джурджулешти—Рені.

## Географія
Село розташоване на крайньому півдні країни і є її крайньою південною точкою. Розташоване на річці Прут, за 1 км від її впадіння у Дунай, на кордоні з Румунією та Україною.

## Історія
Джурджулешти вперше задокументовано в 1527 році під назвою «Туркулешть», у 1546 році село з'являється під назвою «Турцулешт».
Заново заселене в результаті болгарської колонізації, так званого Кагуло-Прутського колонізаційного округу. Назву поселенню дали козаки некрасівці в 1806 році від фортеці Джурджу, яку контролювала Османська імперія. До середини XIX століття в селі була одна мурована церква і 126 будинків, населення 619 осіб, із них 471 молдаванин і 148 болгар.
З 1925 року село Джурджулешти належало до Ізмаїльського жудеця та Ренійського пласу.
Після виходу в 1991 році Молдавської РСР із Радянського Союзу знаходиться в незалежній Молдові.

## Населення
За даними перепису населення 2004 року, в селі Джурджулешти проживає 2995 осіб (1485 чоловіків, 1510 жінок).
Етнічний склад села:
| Національність | Число мешканців | Відсоток |
| -------------- | --------------- | -------- |
| молдавани      | 2897            | 96.73    |
| румуни         | 39              | 1.3      |
| українці       | 15              | 0.5      |
| гагаузи        | 15              | 0.5      |
| болгари        | 5               | 0.17     |
| поляки         | 2               | 0.07     |
| цигани         | 1               | 0.03     |
| інші           | 21              | 0.7      |
| Усього         | 2995            | 100%     |

## Економіка
Джурджулешти – єдиний порт Молдови на Дунаї відкритий у 2007 році. Комуні належить 480 м узбережжя Дунаю, яке Молдова отримала від України замість ділянки території з дорогою біля села Паланка. У 2006 році було збудовано нафтоналивний термінал, а в 2009 році — вантажний і пасажирський морський порт. Це надало неморській країні Молдові можливість виходу до Чорного моря.

## Транспорт
При впадінні Пруту в Дунай є порт для морських суден. До нього прилягає залізничний вузол, від якого відходять лінії на північ, на схід до України і на захід до Румунії. Крім того, тут проходить європейська дорога E87, ділянка Галац – Рені. Від села будується молдовська траса М3, це частково побудована дорога, яка з’єднує Кишинів із південною частиною країни.

## Світлини

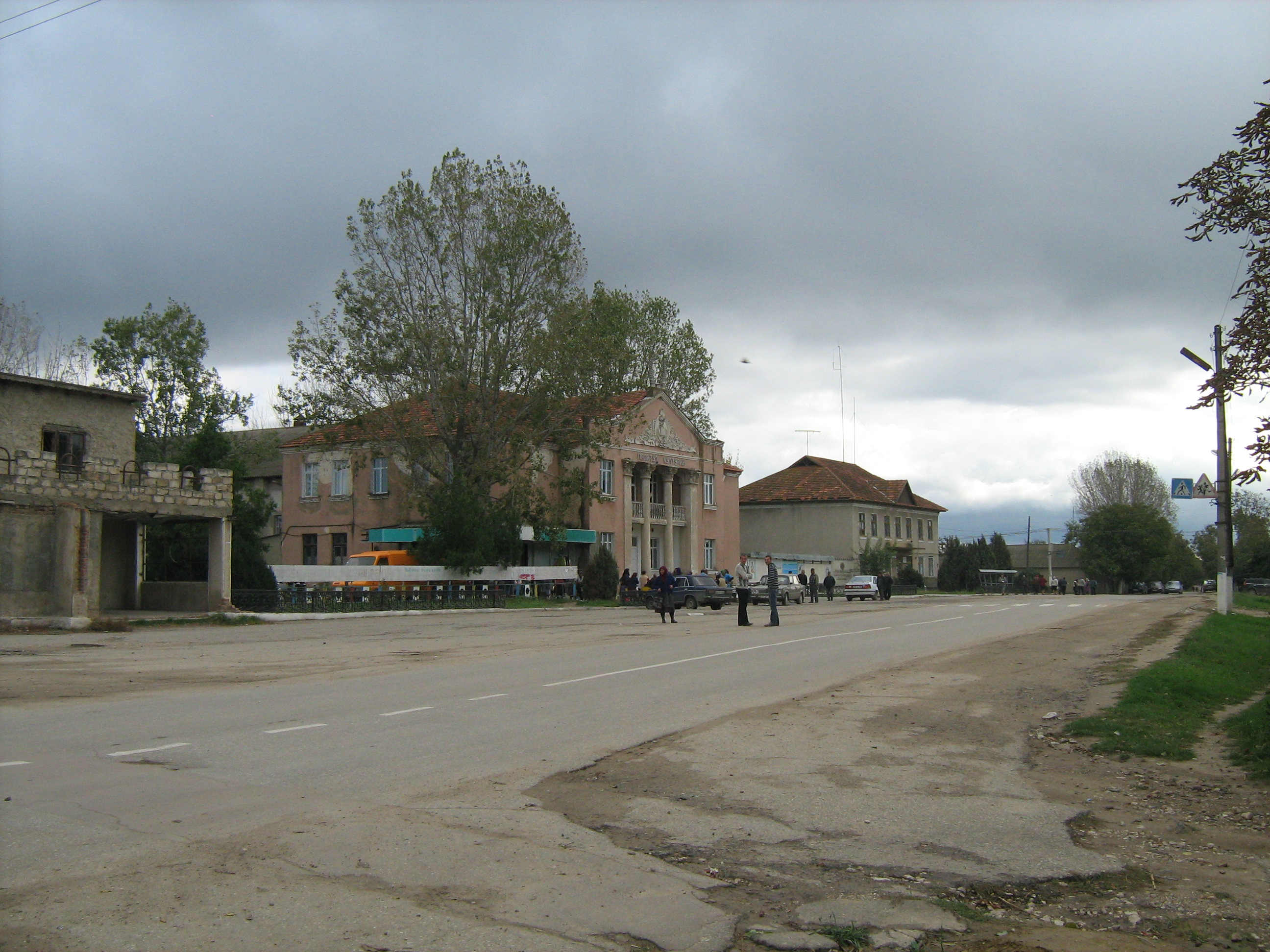
Центр села Джурджулешти
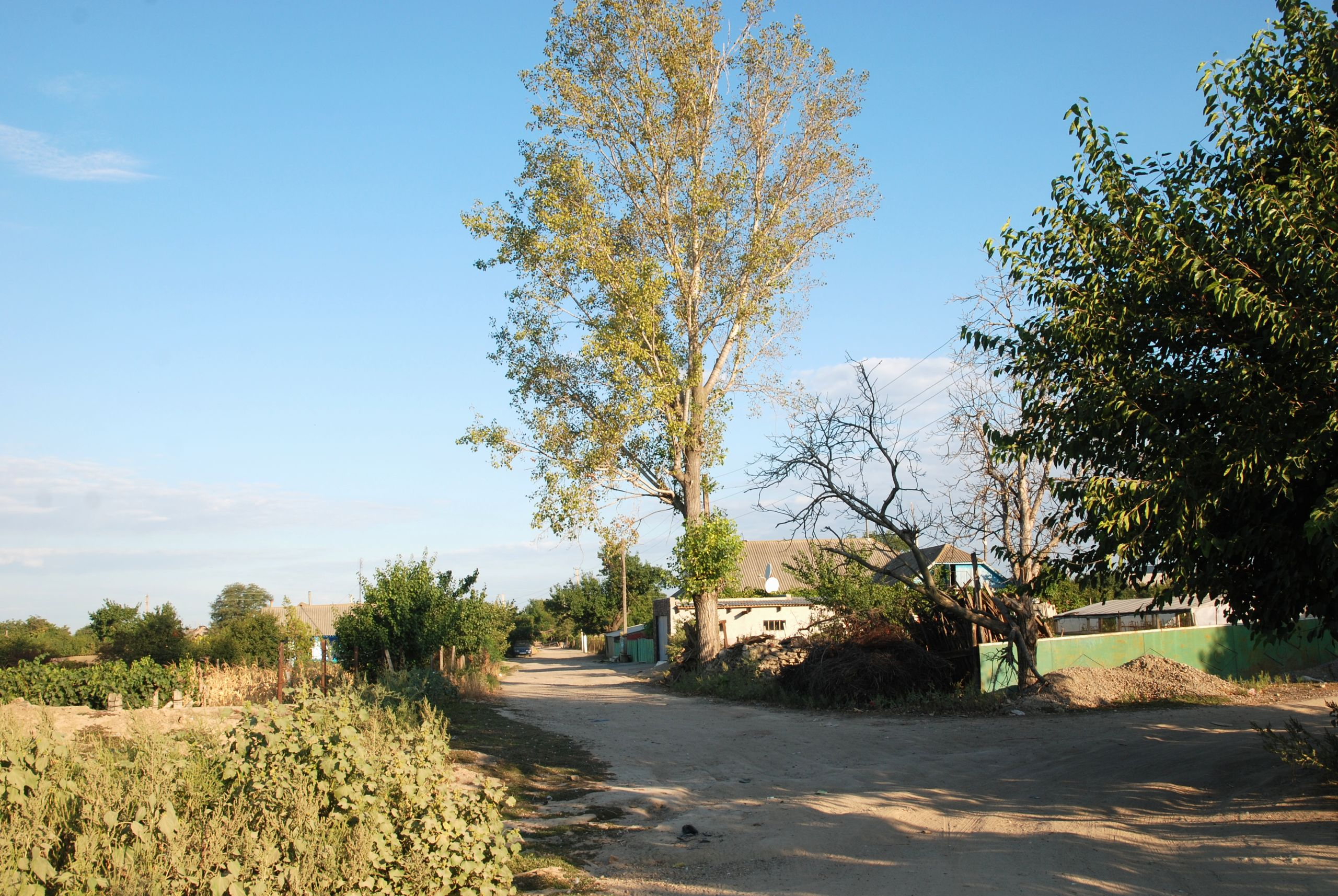
Вулиця Джурджулешти
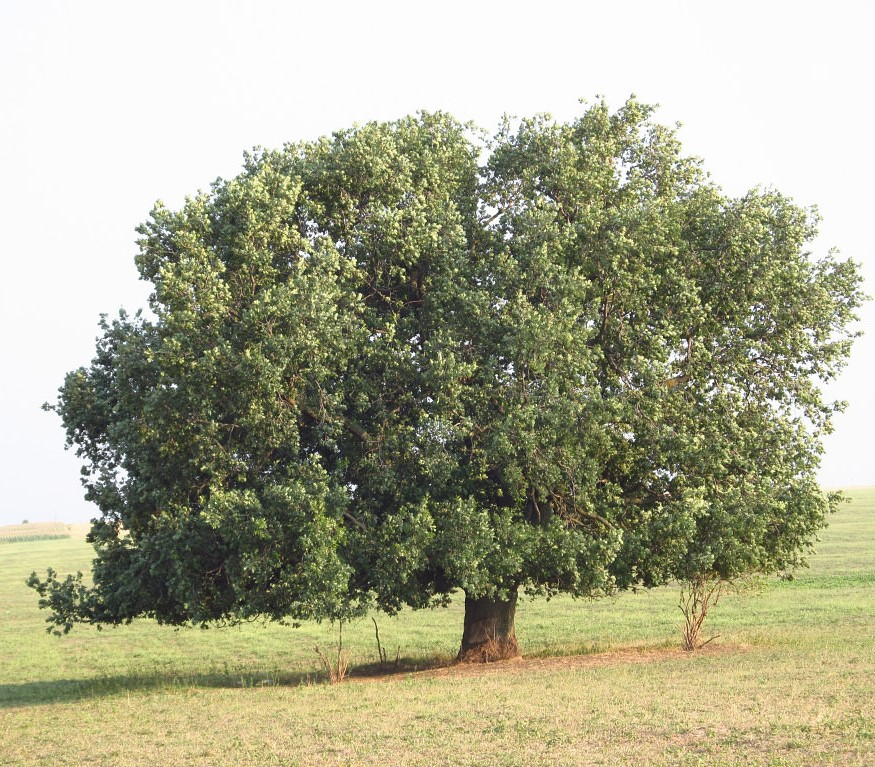
Дуб діда Андрія Джурджулешті
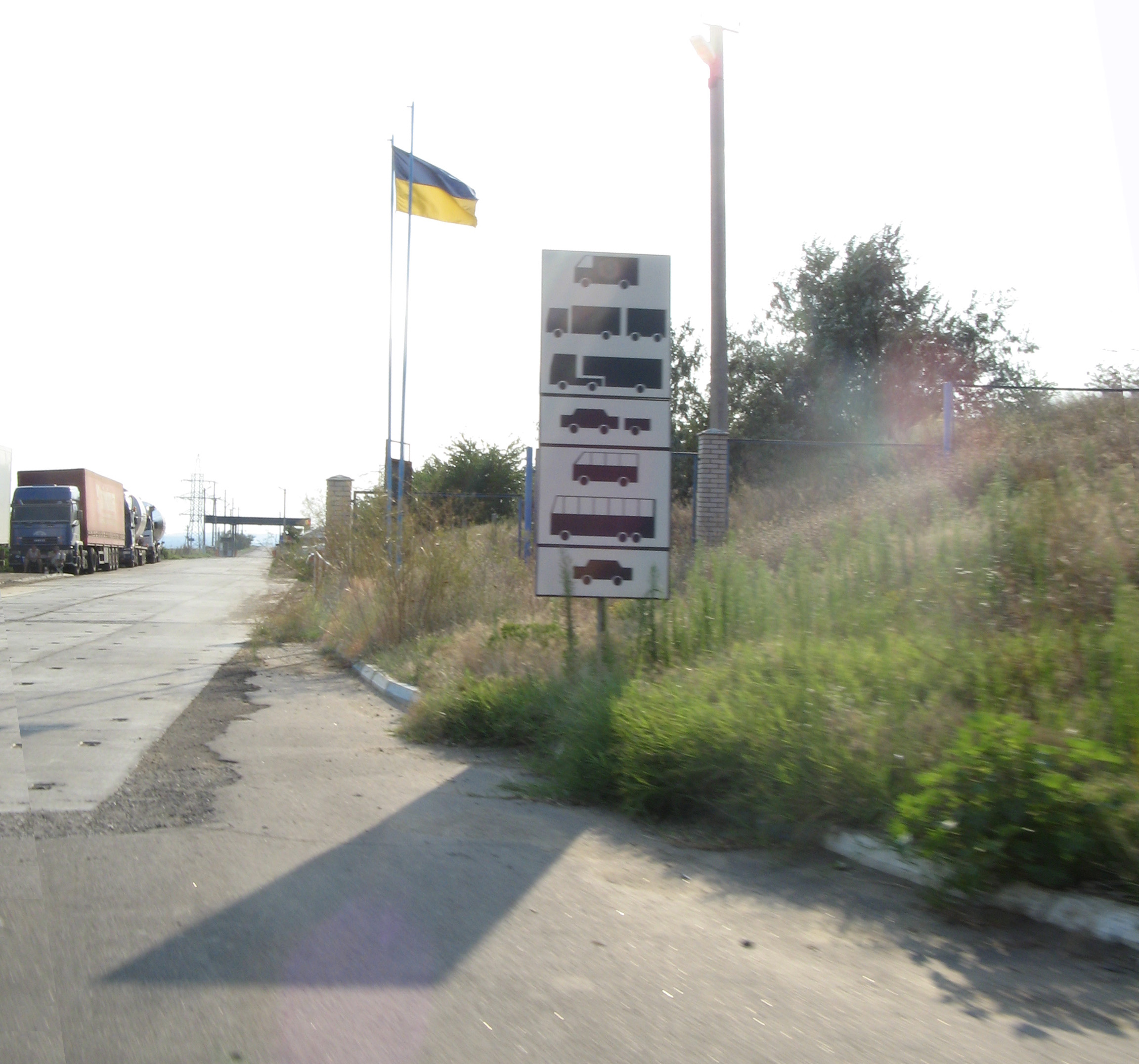
Перетин кордону Джурджулешти – Рені
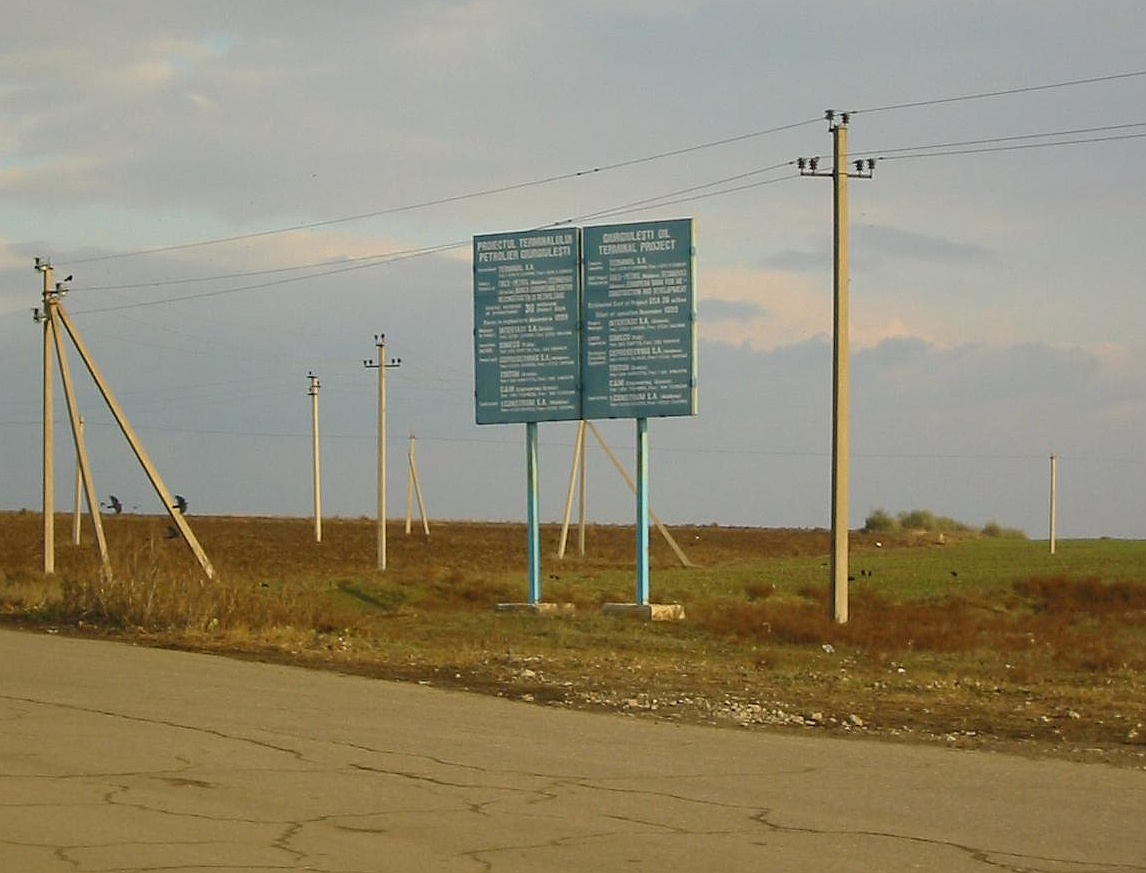
Проєкт нафтового терміналу
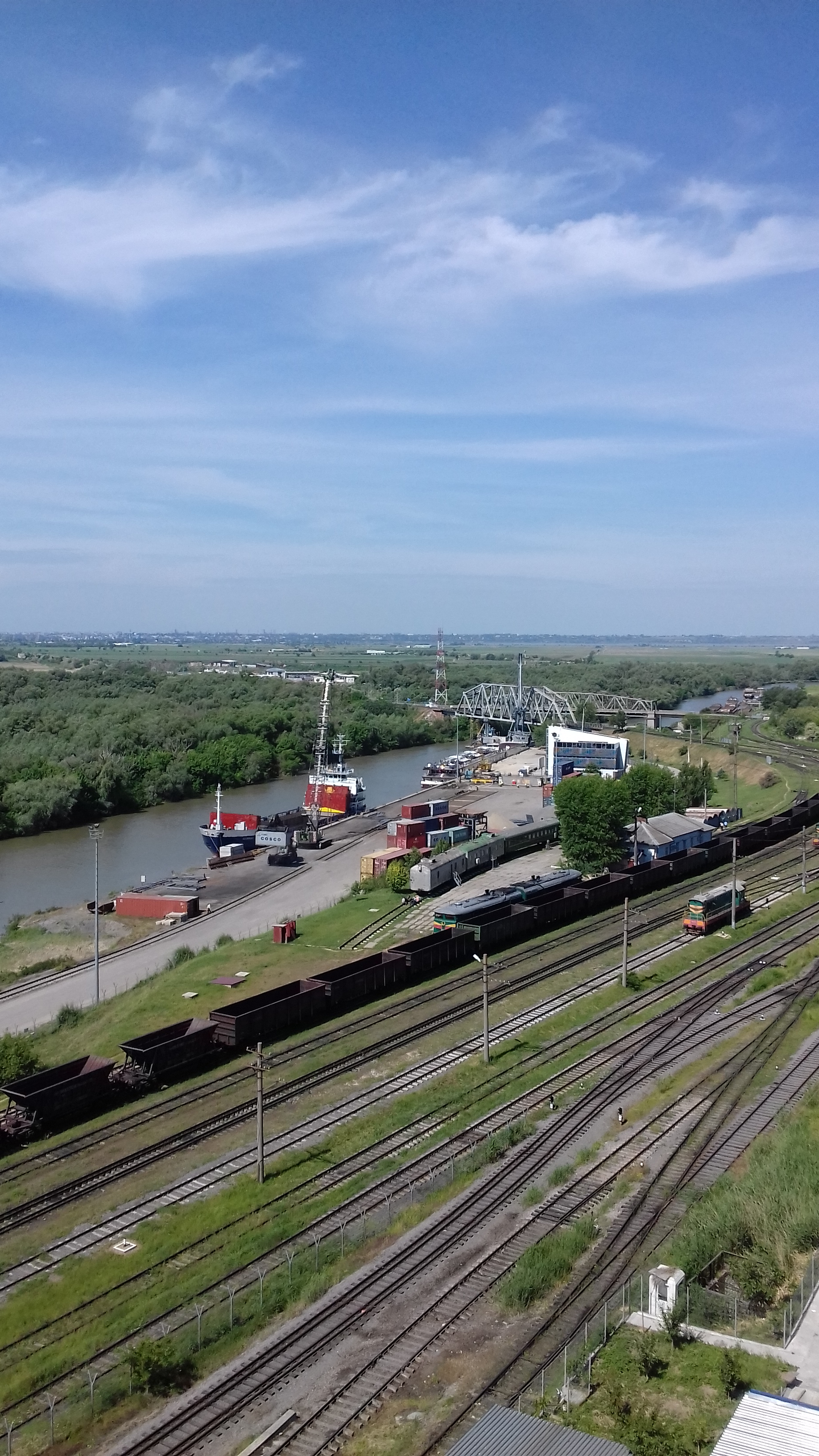
Порт Джурджулешти
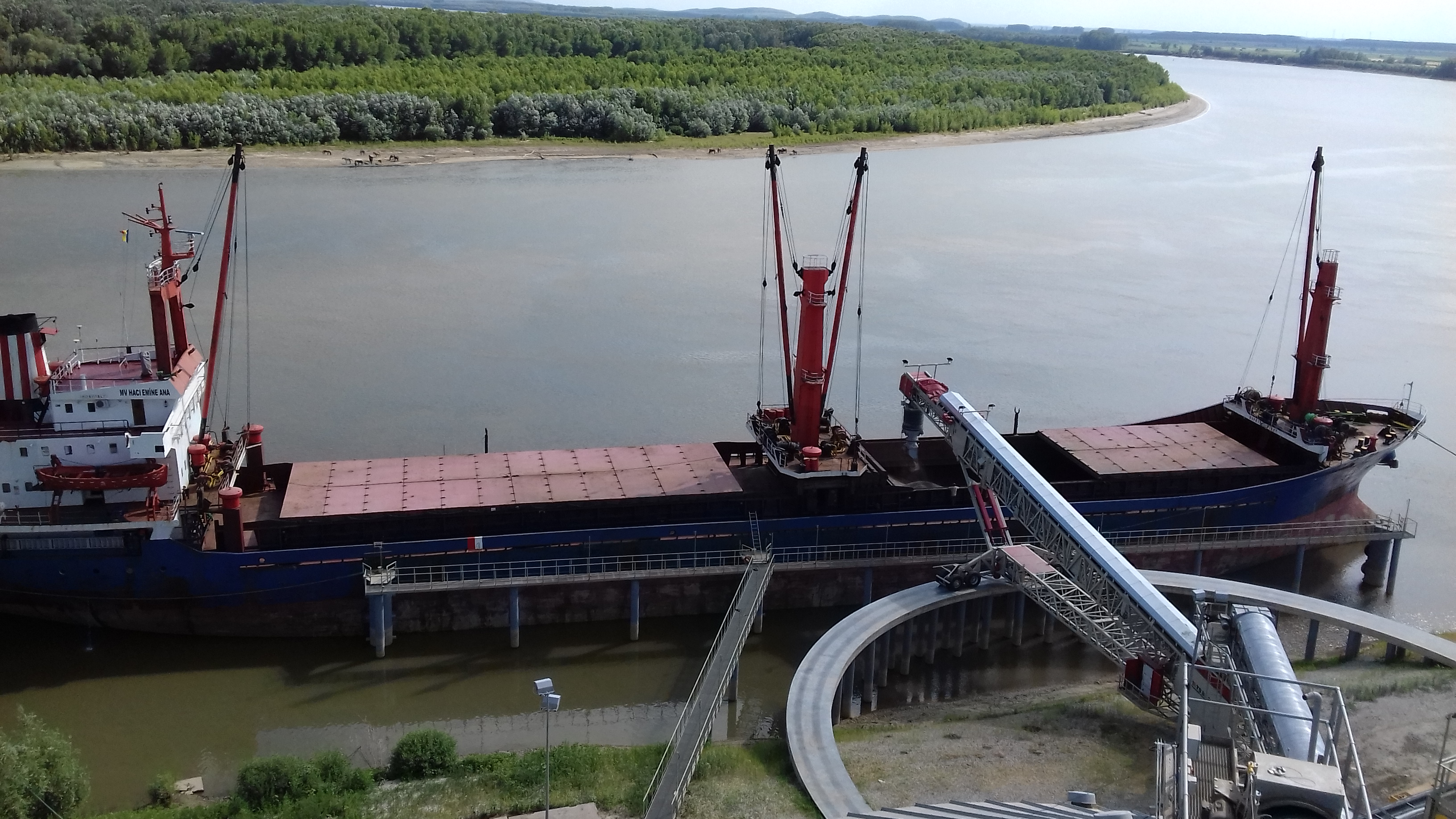
Порт
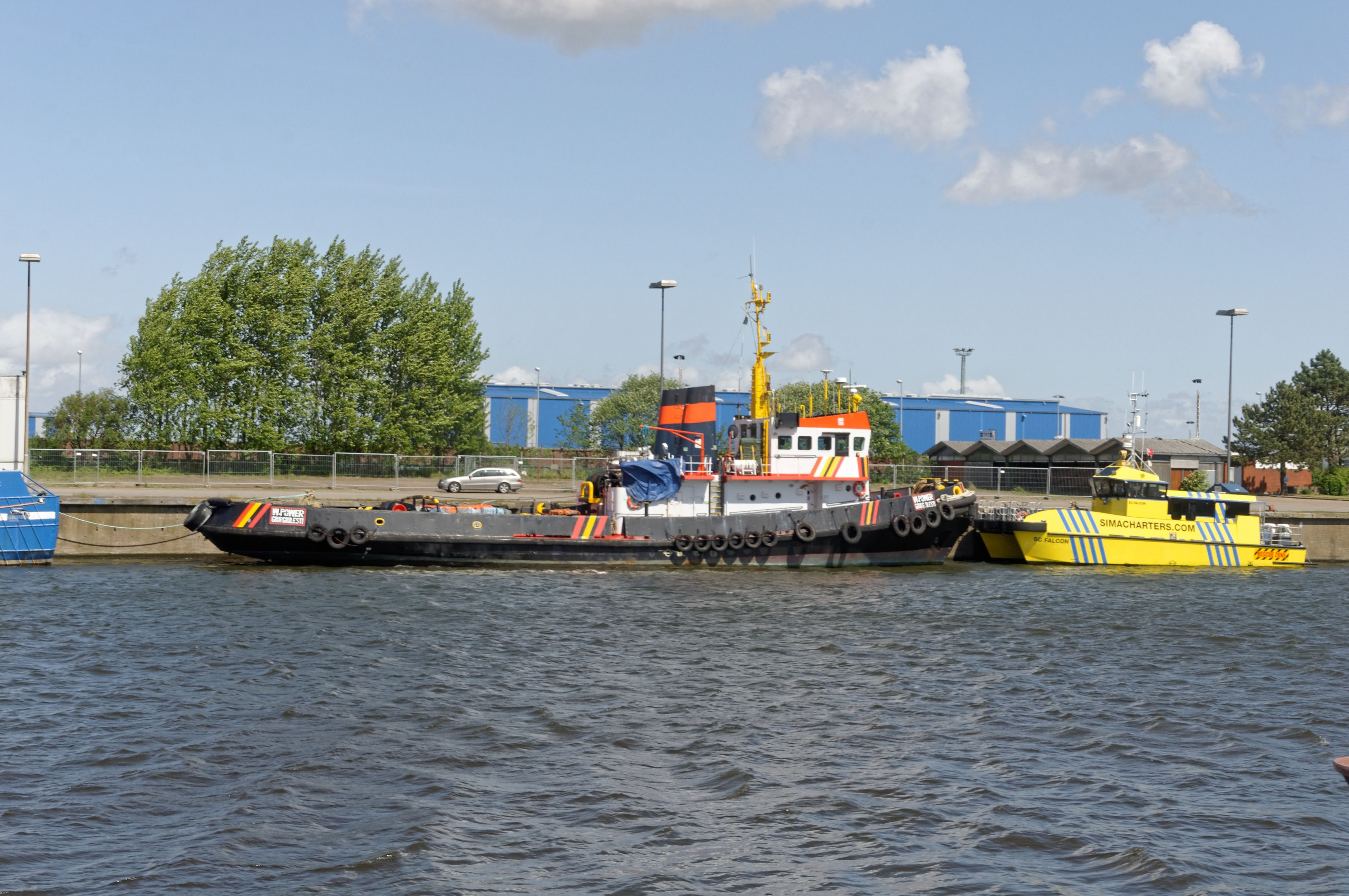
Корабель, порт